# Cyathocalyx sumatranus
Cyathocalyx sumatranus Scheff. – gatunek rośliny z rodziny flaszowcowatych (Annonaceae Juss.). Występuje naturalnie w Tajlandii, Malezji, Singapurze oraz Indonezji. W Malezji został zaobserwowany w stanach Kedah, Penang, Perak, Kelantan, Pahang i Negeri Sembilan. 

## Morfologia
PokrójZimozielone drzewo dorastające do 30 m wysokości. Kora jest gładka i ma czarnoszarawą barwę. Młode pędy są owłosione.
LiścieMają kształt od podłużnego do podłużnie lancetowatego. Mierzą 4,5–30 cm długości oraz 4–10 cm szerokości. Są skórzaste. Nasada liścia jest rozwarta. Wierzchołek jest ostry. Ogonek liściowy jest nagi i dorasta do 10 mm długości.
OwoceTworzą owoc zbiorowy. Są siedzące. Mają jajowaty kształt. Osiągają 7,5 cm długości.

## Zagrożenia i ochrona
W Czerwonej księdze gatunków zagrożonych został zaliczony do kategorii LC – gatunków najmniejszej troski. Największym zagrożeniem dla tego gatunku jest jego wycinanie, gdyż lokalnie jest wykorzystywany jako surowiec drzewny. Drzewo jest chronione w stałych rezerwatów leśnych w niektórych stanach Malezji.